# 皮康諾克鎮區 (新澤西州)
皮康諾克鎮區（英語：Pequannock Township）是位於美國新澤西州摩里斯縣的一個鎮區。

## 地方資料
皮康諾克鎮區的面積為18.41平方千米，當中陸地面積為17.58平方千米，而水域面積為0.83平方千米。根據2020年美國人口普查的數據，當地共有人口15571人，而人口密度為每平方千米845.79人。